# Distretto di Masaka
Il distretto di Masaka è un distretto dell'Uganda, situato nella Regione centrale.